# Allium szovitsii
Allium szovitsii är en amaryllisväxtart som beskrevs av Eduard August von Regel. Allium szovitsii ingår i släktet lökar, och familjen amaryllisväxter. Inga underarter finns listade i Catalogue of Life.